# Phaonia xiangningensis
Phaonia xiangningensis är en tvåvingeart som beskrevs av Ma och Wang 1985. Phaonia xiangningensis ingår i släktet Phaonia och familjen husflugor. Inga underarter finns listade i Catalogue of Life.